# Platystele edmundoi
Platystele edmundoi är en orkidéart som beskrevs av Guido Frederico João Pabst. Platystele edmundoi ingår i släktet Platystele och familjen orkidéer. Inga underarter finns listade i Catalogue of Life.